# Adriaen Isenbrandt

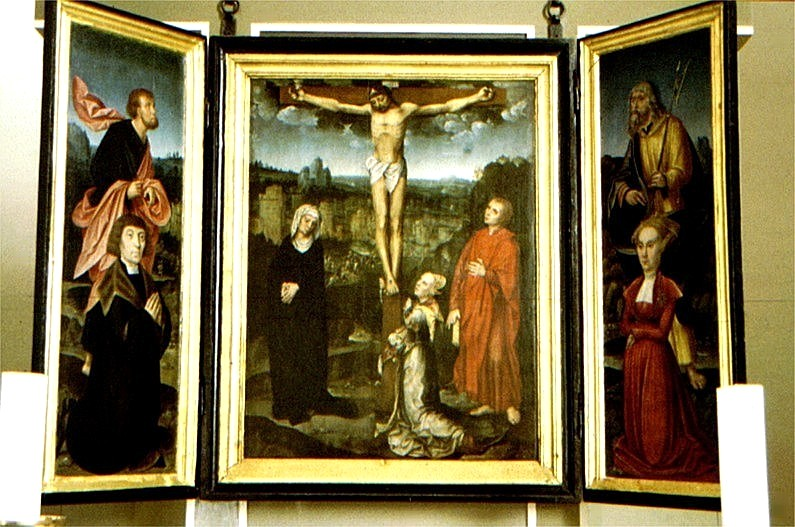
Altaruppsatsen i Nøddebo.

Adriaen Isenbrandt, född omkring 1485, död 1551, var en flamländsk målare.
Isenbrandt slöt sig till Gerard Davids konst, var verksam i Brygge men arbetade även utomlands, både i Spanien och i Lübeck. Hans huvudarbete är De sju smärtornas madonna i Vrouwekerk, Brygge. Mittbilden till altartavlan i Nøddebo kyrka, Danmark, Den korsfäste med Johannes och kvinnorna (1530) är troligen också av Isenbrandt.